# Бове Йосип Іванович
Йо́сип Іва́нович Бове́ (рос. Осип (Иосиф; Джузеппе) Ива́нович Бове, італ. Giuseppe Bova, фр. Joseph Bové; 24 жовтня (4 листопада) 1784 — 16 (28) червня 1834) — російський архітектор, визначний майстер російського класицизму.

## Життєпис
Бове народився в Санкт-Петербурзі в родині неаполітанського художника Вінченцо Джованні Бова, який приїхав до Росії в 1782 році для роботи в Ермітажі. Мати — Катерина Кнаппе, дочка художника Карла Кнаппе. Дане при хрещенні ім'я Джузеппе пізніше було перероблено на російський манер — Йосип Іванович. Незабаром після народження Йосипа сім'я переїхала до Москви.
Архітектурну освіту здобув в архітектурному училище при Експедиції Кремлівської будівлі у Ф. Кампорезі. На службу він поступив в 1801 році, відбувся архітектором при кремлівській експедиції і потім в комісії будівель; працював під керівництвом М. Ф. Казакова і К. І. Россі у Москві і Твері.
Під час французько-російської війни 1812 року Бове служив корнетом Іркутського гусарського полку. В 1813 році повернувся на міську службу. Для відновлення спаленої Москви була створена спеціальна Комісія з будівництва Москви, в яку Бове увійшов архітектором четвертої ділянки і відповідав за центральні райони міста: Тверську, Арбатську, Пресненську, Новинську і Міську частини. В 1814 році Бове був призначений головним архітектором «фасадницької частини», що наглядає за проектами і їх «виробництвом в точності у Прожектованих лініях, а також планам і фасадам що видаються». Бове зумів на цій посаді оновити вигляд стародавньої столиці, з новим для Москви розмахом і за єдиним стилістичним задумом. За допомогою затвердженого в 1817 році генерального плану, Бове втілив ідею міста-монумента на славу величі Російської імперії.
В 1816 році Бове отримав звання архітектора від ради Імператорської Академії мистецтв, перейшов у православ'я і одружився з удовою-княгинею Авдотьєю Семенівною Трубецькою, до шлюбу Гур'євою (1786—1871). У тому ж році Бове подав до Імператорської Академії мистецтв прохання про присвоєння йому звання академіка архітектури. Академія дала архітекторові завдання спроектувати будівлю театру на 3 тисячі осіб. Однак дорученого завдання Бове не виконав, і шукане звання не було йому присуджено.
Під керівництвом Бове у центрі Москви були перебудовані Торгові ряди у стилі класицизму навпроти Кремля (не збереглися), проведено реконструкцію Красної площі, знесені земляні укріплення навколо Кремля і засипано рів, розбитий Кремлівський (Олександрівський) сад, побудовано Манеж (інженерна структура розроблена О. Бетанкуром), створена Театральна площа (1818—1824) з Великим (Петровським) театром (1821—1824; перероблений проект А. О. Михайлова). За межами центру Бове будує міську лікарню за Калузькою заставою (1828—1833). Тріумфальну арку, зведені за проектом Бове біля Тверської застави (1827—1834), були відтворені в 1968 році поблизу монумента Перемоги, що будувався тоді на Поклонній горі.
Помер Бове в Москві, похований на кладовищі Донського монастиря.

## Доробок

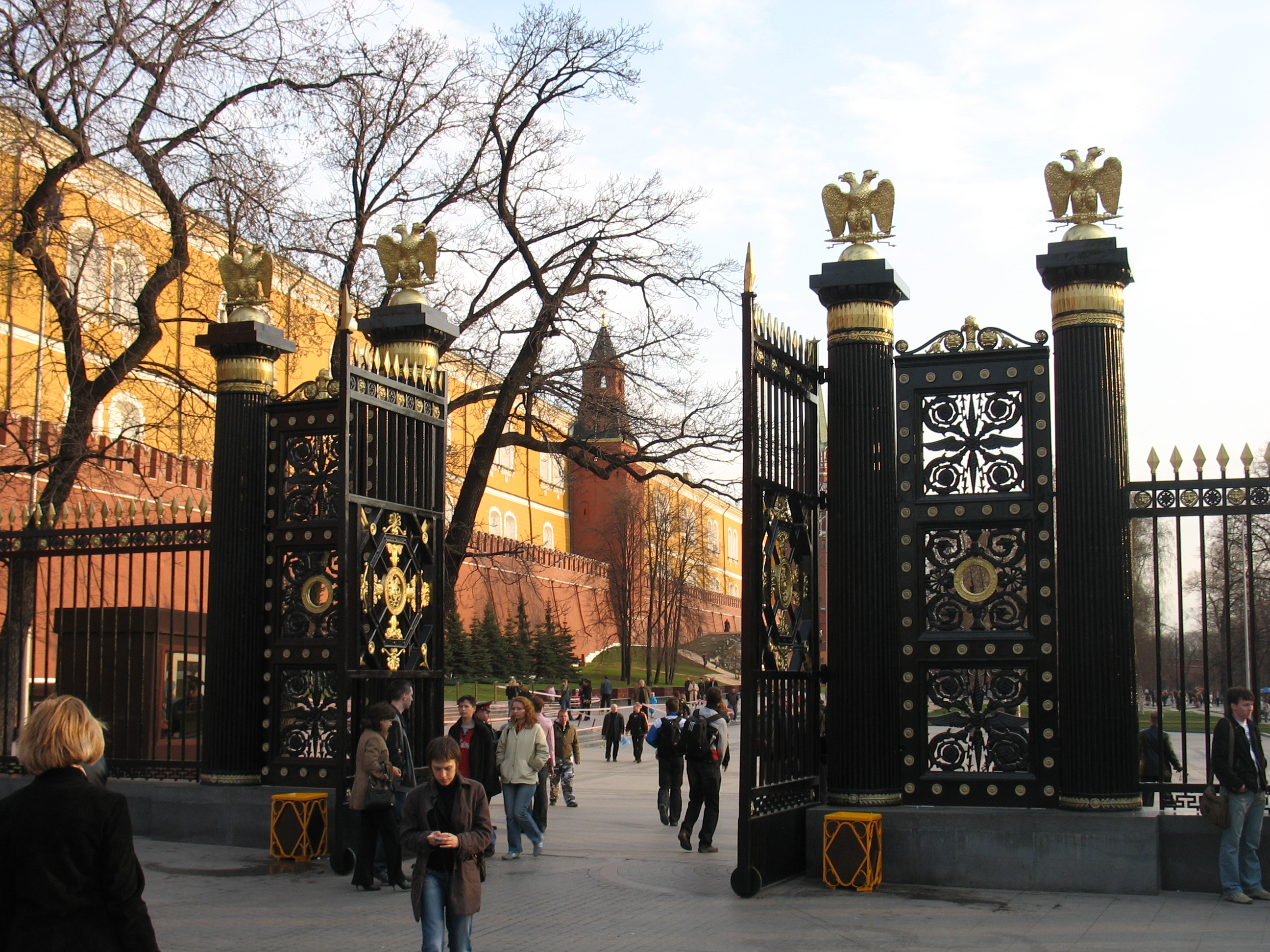
Вхідні ворота Олександрівського саду біля Московського Кремля

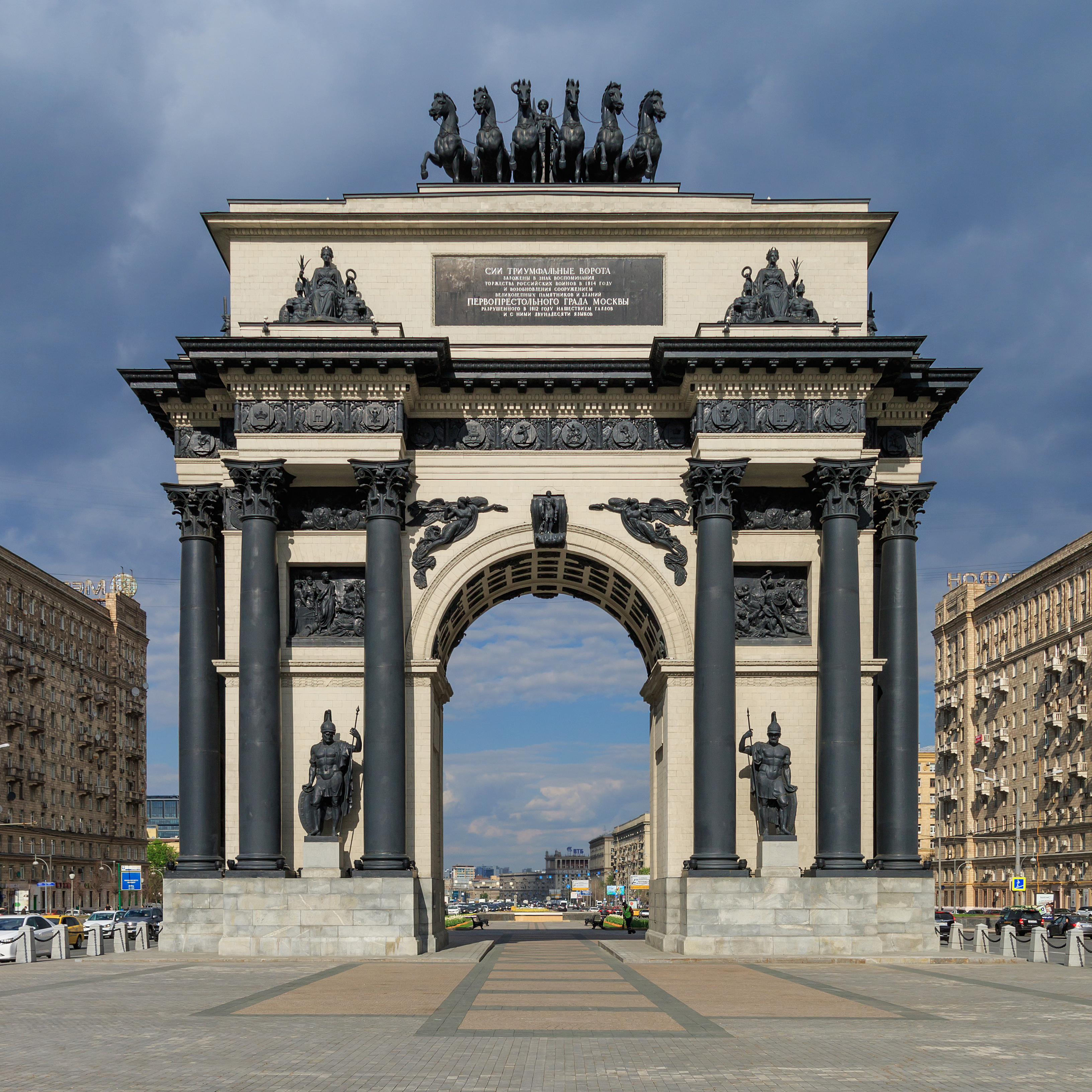
Тріумфальна арка на площі Перемоги, Москва

- 1802—1836 — Троїцький собор[ru] (православний храм у місті Клин)
- 1814—1815 — Торгові ряди навпроти Кремля (на місці ГУМf, не збереглися)
- 1820—1822 — Олександрівський сад з гротом
- 1824—1825 — Манеж
- 1818—1824 — Театральна площа
- 1821—1824 — Большой театр
- 1827—1834 — Тріумфальна арка біля Тверської застави (на початок ХХІ сторіччя біля парку Перемоги)
- 1828—1833 — Градська лікарня (на початок ХХІ сторіччя Міська лікарня № 1 ім. М. І. Пирогова). Москва, Ленінський проспект, 8 корпус 1
- Будинок у володінні дружини у Петровському провулку (колишньому Богословському), на початок ХХІ сторіччя № 9
- Будинок М. С. Гагаріна (пізніше Книжкова палата) на Новинському бульварі, зруйнований під час ІІ світової війни
- 1822—1824 — Церква Святого Миколая. Москва, Котельницький 1-й провулок, 8-10
- 1822 — Церква Михайла Архангела[ru] у маєтку дружини в Архангельському. Село Архангельське Рузького району Московської області
- 1825—1828 — Покровська церква[ru]. Село Пехра-Покровське Балашихинського району Московської області (авторство приписується за подібністю з аналогічними спорудами, документального підтвердження не збереглося)
- 1825—1828 — Перебудова будівлі Новоєкатерининської прочанської лікарні, спорудження церкви Катерини Великомучениці (нині міська лікарня № 24, на розі Петровки[ru] і Страсного бульвару[ru], № 15/29).
- 1825—1831 — Реконструкція Знам'янської церкви села Холми у заміському маєтку дружини.
- 1820-ті — Торгові ряди на Таганці[ru] (не збереглися)
- 1830 — Церква Велике Вознесіння[ru] біля Никітських Воріт[ru] (доопрацювання проекту Ф. М. Шестакова[ru] 1829 року, добудовано після смерті Бове О. Г. Григор'євим[ru])
- 1832 — Перебудова Церкви Всіх сумуючих Радості[ru]. Москва, Велика Ординка[ru], 20
- 1833 — Церква Троїці Живоначальної у Даниловському монастирі
- 1830—1839 — Собор Успенія Пресвятої Богородиці[ru] у місті Єгор'євськ (підірваний в 1935 році за рішенням Президії ВЦВК).

## Вибрані твори

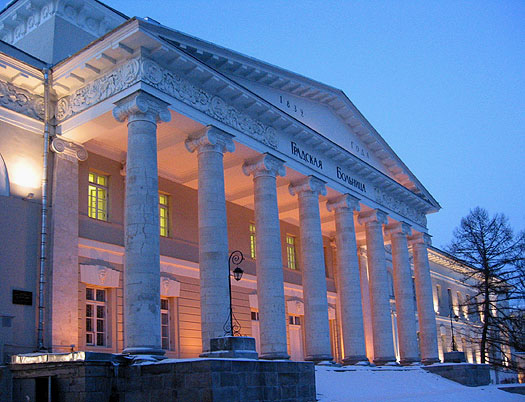
Перша міська лікарня, Москва
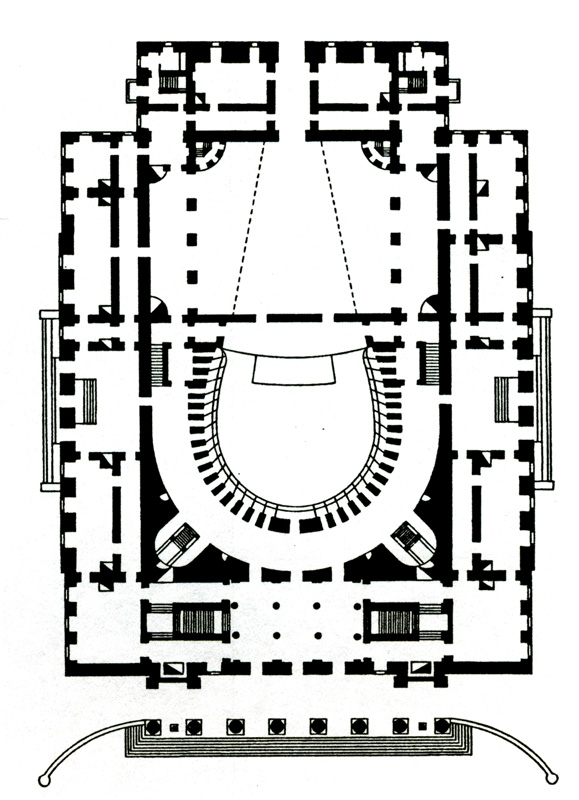
Большой театр, план
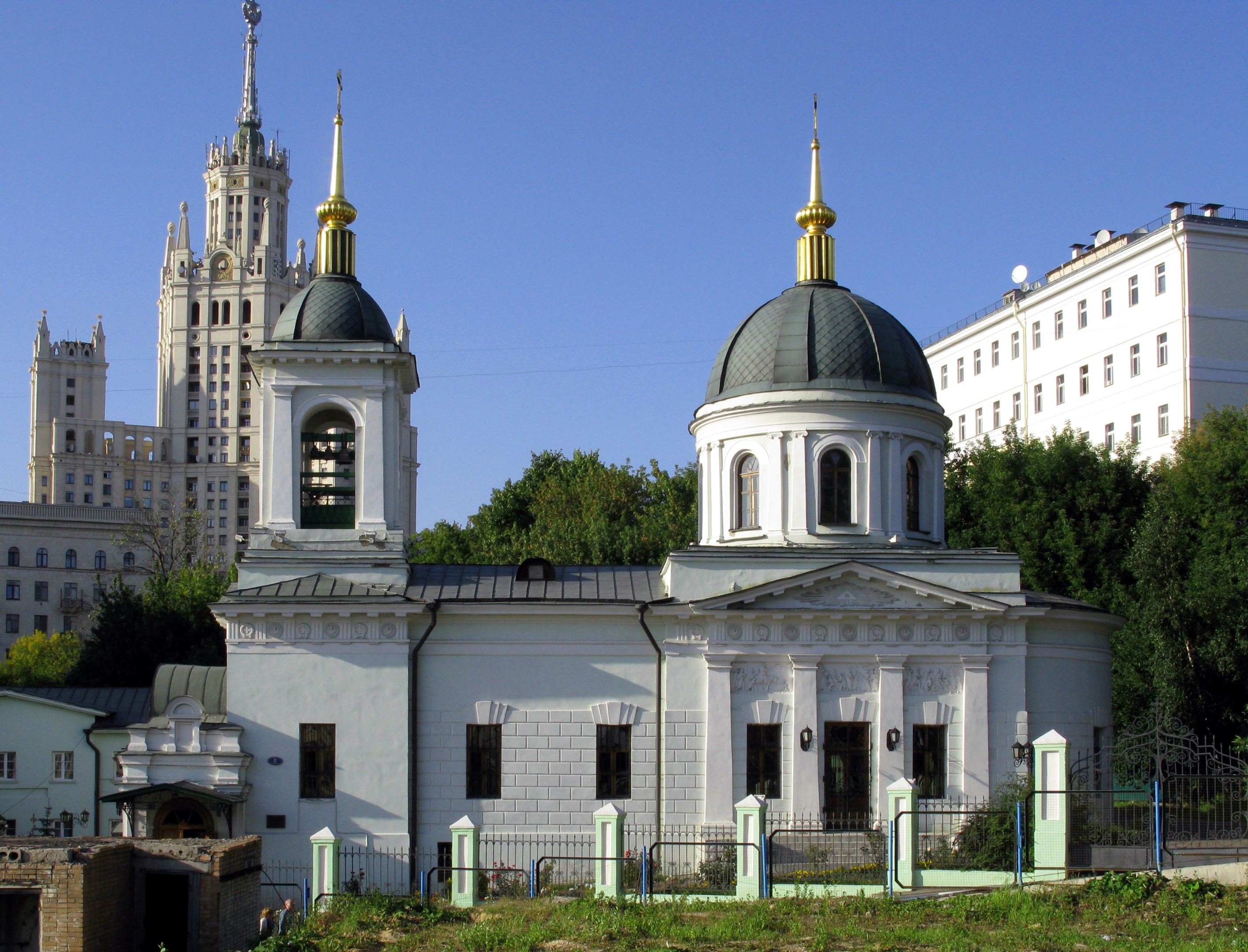
Церква святителя Миколая в Котельниках
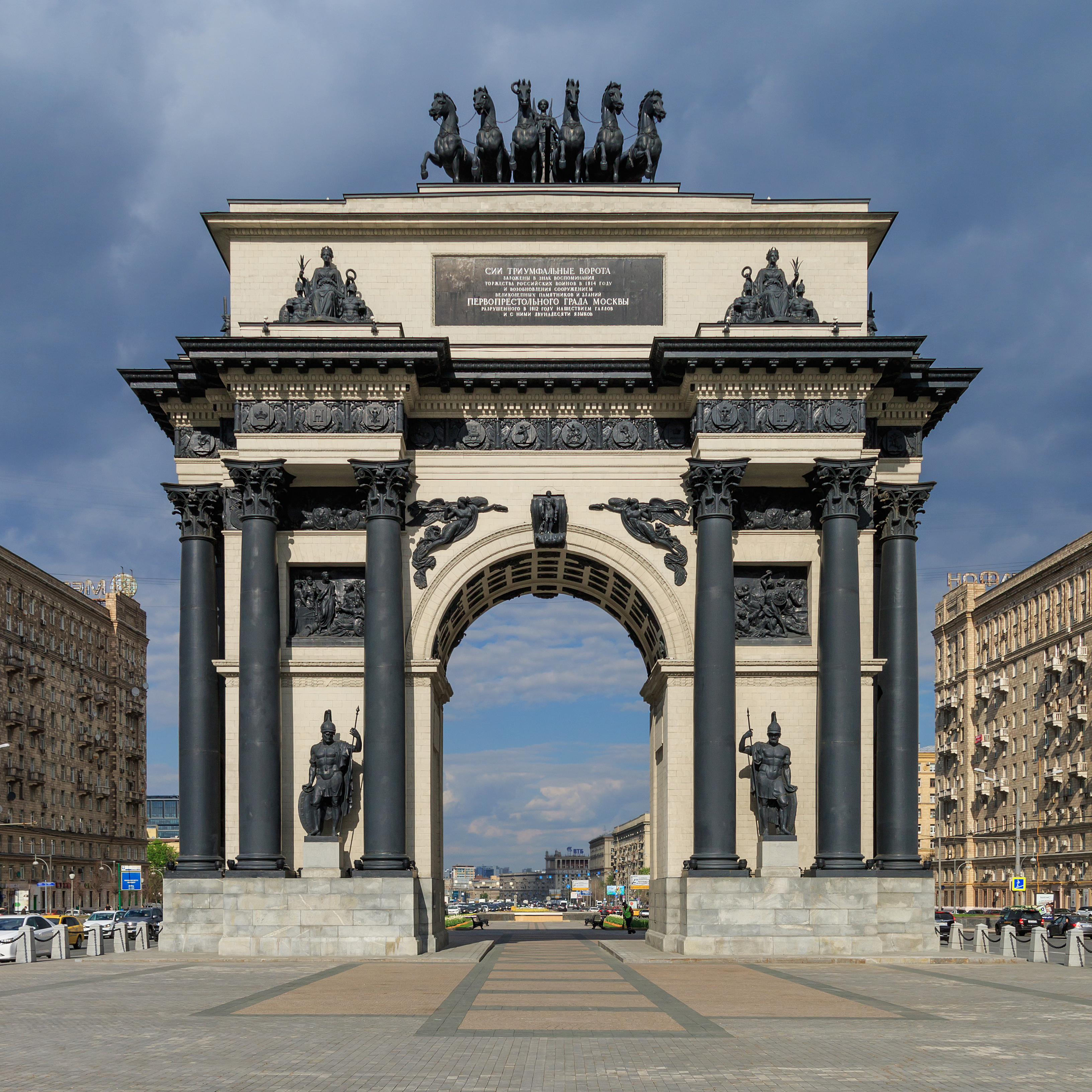
Кутузовський пр., Триумфальна арка, Москва